# درآمد ناخالص ملی
تولید ناخالص ملی (Gross national product) (اختصاری GNP)، یک متغیر جریان بوده که در ایران یعنی ارزش ریالی سالانه تمامی کالاها و خدمات نهایی تولید شده به قیمت‌های جاری (بازار) در اقتصاد ملی است.

## تعریف
ارزش افزوده تولید شده توسط عوامل و بخشهای مختلف اقتصادی یک ملت، برای یک دوره زمانی (مثلاً یکساله)، بیانگر تولید ناخالص ملی آن کشور (ملت) است. در واقع تولید ناخالص ملی، ارزش مجموع کالاهای تولیدی و خدمات نهایی، که توسط یک نظام اقتصادی در سراسر دنیا و در یک سال معین تولید شده‌است را بیان می‌کند.
به عنوان مثال در سال ۷۲ در ایران درآمد تولیدی در گروه کشاورزی، ۱/۱۹۴۴۶ میلیارد ریال در گروه نفت ۰/۶۴۹۵ در گروه صنایع و معادن (شامل معدن، صنعت، برق، آب، گاز و ساختمان) ۹/۱۷۳۸۹ و در گروه خدمات (شامل بازرگانی، رستوران و هتل‌داری، حمل و نقل، انبارداری و ارتباطات، خدمات موسسات مالی و پولی، خدمات مستغلات و خدمات حرفه‌ای و تخصصی، خدمات عمومی، خدمات اجتماعی، شخصی و خانگی) ۰/۴۱۱۴۶ میلیارد ریال بوده‌است. با جمع کردن ارقام مزبور، تولید ناخالص ملی کشور در سال ۱۳۷۲ که معادل ۶/۹۱۱۲۴ میلیارد ریال بوده، محاسبه می‌شود.

### معنای واژه
تولید: هر عملی که در اقتصاد باعث ایجاد ارزش افزوده روی کالا گردد تولید نامیده می‌شود. به عبارت دیگر تبدیل ماده خام به ماده مطلوب که سبب افزایش ارزش ماده خام به ماده با ارزش می‌شود، را تولید می‌نامند.
ناخالص: در حسابداری ملی منظور از ناخالص، ارقامی است که استهلاک از آن کسر نمی‌گردد. اگر استهلاک از تولید کسر شود، تولید خالص را به ما نشان می‌دهد. استهلاک شامل فرسودگی ناشی از کار طبیعی ماشین آلات، یا ناشی از عرضه ماشین آلات با فناوری جدید (مد) و فرسودگی ناشی از اتفاقاتی چون آتش‌سوزی و… می‌باشد.
ملی: همه افراد با ملیت خاص را شامل می‌گردد. به عنوان مثال اگر ایرانیان مقیم آمریکا درآمدی داشته باشند و آن را به ایران منتقل کنند، جزء تولید ناخالص ملی ایران محسوب خواهد شد؛ ولی اگر افغان‌ها در ایران درآمدی کسب کنند در صورتی که درآمد خود را به کشور خودشان انتقال دهند و در آنجا مالیات بدهند، جزء GNP ایران محسوب نمی‌شود.
ارزش افزوده: ارزش تولیدات یک بنگاه به کسر ارزش نهاده‌های خریداری شده از دیگر بنگاه‌ها را ارزش افزوده می‌گویند. اساساً ارزش افزوده، به حاصل جمع درآمد عوامل (یعنی دستمزد، سود، بهره و اجاره) در هر زمینه اقتصادی گفته می‌شود.

### تفاوت با تولید ناخالص داخلی
کل ارزش ریالی محصولات نهایی تولیدشده، توسط واحدهای اقتصادی مقیم کشور در دوره زمانی معین (سالانه یا فصلی) را تولید ناخالص داخلی می‌نامند و این، یعنی واحدها یا افرادی که متعلق به سایر کشورها (مثلاً کشور ب) هستند، وقتی در خاک یک کشور (مثلاً کشور الف) تولیدی انجام بدهند آن تولید جزء تولید ناخالص داخلی کشور الف حساب شده و همچنین در محاسبه تولید ناخالص ملی کشور ب هم محسوب می‌شود.
- نکته ۱: عدد GDP و GNP برای یک اقتصاد مشخص اختلاف جزئی با هم دارند.
- نکته ۲: استفاده از عدد GDP به عنوان شاخص توسعه اقتصادی معمول‌تر است.

## کاربرد
به صورت نظری رفاه فرد یا جامعه را باید با استفاده از توابع مطلوبیت مورد سنجش قرار داد، اما مطلوبیت مفهومی ذهنی است که قابلیت اندازه‌گیری ندارد.
بدین جهت برای محاسبه سطح رفاه فرد و جامعه می‌توان از سطح تولید و درآمد تحقق یافته‌استفاده کرد.
در اقتصاد کلان به عنوان کلی‌ترین شاخص رفاه جامعه از تولید ناخالص ملی یا درآمد ناخالص ملی استفاده می‌شود.
با توجه به مطالب فوق می‌توان گفت که تولید ناخالص ملی به صورت وسیع، مانند یک مقیاس و پارامتر برای مقایسه فعالیت‌های اقتصادی و تجاری در جهان کاربرد دارد.

## محاسبه
برای محاسبه تولید ناخالص ملی باید به این نکات توجه کرد:
- در محاسبه تولید ناخالص ملی تنها کالاها و خدمات نهایی محاسبه می‌شوند: یعنی تنها کالاهایی جزو تولید ناخالص ملی به حساب می‌آیند که در آخرین مرحله فروش باشند و برای فروش مجدد خریداری نشوند.
- تولید ناخالص ملی ارزش کالاها و خدمات تولید شده و مبادله شده طی سال است: یعنی کالاها و خدماتی در محاسبه تولید ناخالص ملی منظور می‌شوند که در بازار بر روی آن‌ها مبادله صورت گرفته باشد. (البته به استثناء خانه‌های مسکونی و کالاهای کشاورزی اصلی که توسط خود کشاورزان مصرف می‌شود)
- فعالیتهای غیرقانونی و ممنوع یا به اصطلاح اقتصاد زیر زمینی در محاسبه تولید ناخالص ملی به حساب نمی‌آیند:این اقدامات علی‌رغم آنکه کالاها و خدماتی تولید می‌کنند و مبادله نیز می‌شوند و ارزش پولی دارند در محاسبه تولید ناخالص ملی به حساب آورده نمی‌شوند.
- تنها کالاها و خدماتی که در سال جاری تولید شوند در محاسبه تولید ناخالص ملی به حساب آورده می‌شوند:خرید و فروش داراییها (کالاهای دست دوم، زمین، ارز، سهام، اوراق قرضه، سرقفلی و ..)در محاسبات تولید ناخالص ملی نمی‌آیند.[۵]

### روش‌های محاسبه
تولید ناخالص ملی را می‌توان به سه روش محاسبه کرد:
1. روش تولید یا ارزش افزوده
2. روش مخارج یا هزینه

۳. روش درآمد (محاسبه بر اساس میزان درآمد)

#### روش ارزش افزوده
برای محاسبه تولید ناخالص ملی به روش ارزش افزوده باید بدانیم مجموع ارزش کالاها و خدمات نهایی، با مجموع ارزش افزوده مراحل مختلف تولید برابر است. از طرف دیگر هر یک از کالاها و خدمات تولید شده در جامعه، متعلق به یکی از بخشهای اقتصادی آن جامعه می‌باشد.
بنابراین در محاسبه تولید ناخالص ملی به روش ارزش افزوده، به جای محاسبه ارزش افزوده تک تک کالاها و خدمات می‌توان ارزش افزوده بخشهای مختلف اقتصادی را در طول سال محاسبه نموده و با هم جمع کرد.
- برای محاسبه تولید ناخالص ملی به روش ارزش افزوده، اقتصاد ایران به چهار بخش زیر تقسیم می‌شود که هر یک از این بخشها نیز خود دارای زیربخشهایی می‌باشند:

الف – بخش کشاورزی: شامل زراعت – دامپروری – شکار – جنگل‌بانی – ماهی‌گیری و …
ب – بخش نفت: شامل نفت خام و فراورده‌های نفتی
ج – بخش صنایع و معادن: شامل معدن – صنعت و آب و برق و گاز – ساختمان
د – بخش خدمات: شامل بازرگانی – هتل داری – حمل و نقل – ارتباطات و خدمات – موسسات پولی و مالی – خدمات عمومی و …

## جدول محاسبه تولید ناخالص ملی به روش ارزش افزوده
| + | الف: ارزش افزوده بخش کشاورزی |
| + | ب: ارزش افزوده بخش صنایع و معادن 1. معدن 2. صنعت 3. آب و برق و گاز و… 4. ساختمان |
| + | ج: ارزش افزوده بخش نفت 1. نفت خام 2. فراورده‌های نفتی |
| + | ارزش افزوده بخش خدمات 1. بازرگانی، رستوران، هتل داری 2. حمل و نقل، انبارداری ارتباط 3. خدمات موسسات پولی و مالی 4. خدمات و مستغلات حرفه‌ای و تخصصی 5. خدمات عمومی 6. خدمات اجتماعی، شخصی و خانگی |
| - | کسر می‌شود کارمزد احتسابی |
| + | اضافه می‌شود نتیجه رابطه مبادله بازرگانی |
| = | تولید ناخالص داخلیGDP به قیمت عوامل |
| + | اضافه می‌شود درآمد خالص عوامل تولید خارج از کشور |
| = | تولید ناخالص ملی به قیمت عوامل |
| + | اضافه می‌شود خالص مالیات غیر مستقیم |
| = | تولید ناخالص ملیGNP به قیمت بازار |

### روش هزینه‌ها
محاسبه تولید نا خالص ملی به روش ارزش افزوده گر چه ظاهراً ساده است، اما عملاً به علت حجم زیاد کار در بسیاری از موارد مورد استفاده قرار نمی‌گیرد، لذا به منظور سادگی در محاسبه شاخص‌های اقتصاد کلان، بر اساس اصل تساوی تولید نا خالص ملی و مخارج کل در جریان مدول، به جای محاسبه تولید نا خالص ملی به روش ارزش افزوده، از روش مخارج استفاده می‌کند.
در این روش کل مخارج صرف شده بر روی کالاها و خدمات نهایی که توسط خانوارها بنگاه‌ها دولت و خریداران خارجی انجام می‌شود محاسبه می‌گردد.
جدول محاسبه تولید نا خالص ملی به روش مخارج (هزینه)
| + | الف: بخش مصرف 1. مخارج مصرف خصوصی 2. مخارج مصرف دولتی                                                                       |
| + | ب: سرمایه گذاری 1. ماشین آلات: الف) بخش خصوصی ب) بخش دولتی 2. ساختمان: الف) بخش خصوصی ب) بخش دولتی 3. تغییر در موجودی انبار |
| + | ج: خالص صادرات کالا و خدمات                                                                                                 |
| + | چ: درآمد خالص عوامل تولید از خارج                                                                                           |
| - | د: اشتباهات آماری |
| + | ه: نتیجه رابطه مبادله بازرگانی                                                                                              |
| = | تولید ناخالص ملی GNP به قیمت بازار                                                                                          |
| - | کسر می‌شود خالص مالیات غیر مستقیم                                                                                            |
| = | تولید ناخالص ملیGNP به قیمت عوامل                                                                                           |

## تولید ناخالص ملی به قیمت عوامل و بازار
در بررسی تولید ناخالص ملی باید به این نکته اشاره کرد که تولید ناخالص ملی به دو دسته تولید ناخالص ملی به قیمت عوامل و تولید ناخالص ملی به قیمت بازار تقسیم می‌گردد. تولید ناخالص ملی به قیمت بازار، به قیمتهایی که در بازار مورد معامله قرار می‌گیرند توجه دارد.
با توجه به ارزش‌گذاری کلیه کالاها و خدمات تولیدی (که دربرگیرنده مالیاتهای غیر مستقیم و سوبسیدهای پرداختی است)، اگر مالیاتهای غیر مستقیم و سوبسیدهای پرداختی از آن حذف گردد (یعنی به صورتی که در تولید ناخالص ملی، مالیات و سوبسید مطرح نباشد) تولید ناخالص ملی به قیمت عوامل به دست می‌آید.
با توجه به اینکه سیستم‌های حکومتی هم‌اکنون بار حمایتی بیشتری را دربردارند، دولت‌ها در اعلام تولید ناخالص ملی مایلند از تولید ناخالص ملی به قیمت بازار که بزرگتر به نظر می‌رسد بهره ببرند.

## تولید ناخالص ملی اسمی و حقیقی
در بررسی روند تولید ناخالص ملی، یکی از سالهایی که کشور در آن از لحاظ بیکاری، تورم و تولید، وضعیت خوبی دارد را به عنوان سال پایه انتخاب می‌کنند. اگر در دوره‌ای، تولید ناخالص ملی با قیمتهای همان سال مورد نظر (قیمت جاری) بررسی گردد، به آن تولید ناخالص ملی اسمی گفته می‌شود و اگر تولید ناخالص ملی را بر حسب قیمتهای سال پایه اندازه‌گیری نمایند به آن تولید ناخالص حقیقی گویند.
برای بررسی روند رشد باید از تولید ناخالص حقیقی استفاده نمود؛ زیرا ممکن است در یک سال تولید ناخالص ملی نسبت به سال گذشته ۱۵ درصد رشد داشته باشد اما همه این رشد به جای افزایش فیزیکی تولید کالاها و خدمات، بر اثر تورم باشد و حتی شاید تولید فیزیکی کمتر از سال گذشته باشد. برای فهم آن باید از تولید ناخالص ملی حقیقی (با قیمتهای ثابت) استفاده کرد.
از تقسیم GNP اسمی به GNP حقیقی، شاخص ضمنی تعدیل‌کننده (GNP (Implicit Deflator به دست می‌آید. این شاخص در تحلیل تعیین درآمد، نقش فوق‌العاده مهمی ایفا می‌کند.